# Ирник (село)
Ирник (болг. Ирник) — село в Болгарии. Находится в Силистренской области, входит в общину Ситово. Население составляет 83 человека.

## Политическая ситуация
В местном кметстве Добротица, в состав которого входит Ирник, должность кмета (старосты) исполняет Иван Илиев Алексиев (Болгарская социалистическая партия (БСП)) по результатам выборов.
Кмет (мэр) общины Ситово — Николай Георгиев Неделчев (Болгарская социалистическая партия (БСП)) по результатам выборов.